# Sol Cresta
Sol Cresta è un videogioco sparatutto a scorrimento verticale, sviluppato e pubblicato da PlatinumGames. Seguito diretto degli shooter anni 80 Moon Cresta e Terra Cresta, è il quinto e ultimo capitolo della serie dopo Terra Cresta 3D del 1997 per Sega Saturn, esclusivo per il Giappone, e primo a non essere sviluppato dallo studio giapponese Nichibutsu. Il titolo è uscito all'interno dell'etichetta "Neo-Classic Arcade" di PlatinumGames, una gamma di giochi dedicata alla modernizzazione dei classici arcade. È stato pubblicato per Nintendo Switch, PlayStation 4 e Microsoft Windows nel febbraio 2022.

## Trama
Nell'anno cosmico 101 l'umanità sta lottando per sconfiggere l'esercito dei Mandler, unitosi ai Mega Zofer per conquistare il sistema solare. Ciò costringe l'umanità a ritirarsi su Laomedeia, la dodicesima luna di Nettuno, dove si forma L'Esercito di Recupero Solare Sol Cresta, guidato dall'eroe di guerra Go Kurogane, per resistere all'esercito Mandler. L'ultima speranza dell'umanità dipende dall'abilità di Yamato, un combattente all'avanguardia, e dei suoi tre piloti, Sho Tendo, Luna Zarnitsyna Sheena e Dril Martin, per liberare il sistema solare dal regno del Mandler in un'epica battaglia finale.

## Modalità di gioco
In Sol Cresta il giocatore può assumere il ruolo di tre diverse astronavi - Amaterasu, Tsukuyomi e Susano - con il compito di completare sette fasi sparando ed evitando la collisione con ostacoli e proiettili. Ogni fase è suddivisa in più sottosezioni della durata di cinque minuti ciascuna. Il giocatore inizia con una singola astronave e raccoglie le altre due come potenziamenti, a quel punto si forma una formazione di tre navicelle. Scudi e monete sono gli altri potenziamenti che garantiscono al giocatore punti ferita extra. Il gioco utilizza un "sistema di attracco a forma libera", in cui le tre astronavi possono utilizzare vari attacchi a seconda della loro formazione. L'astronave rossa spara laser che abbattono ondate di nemici più deboli, quella blu spara missili a ricerca sui bersagli, quella gialla spara un proiettile simile a un trapano in linea retta infliggendo una maggiore quantità di danni. Tutte e tre le navi sono anche in grado di utilizzare un colpo caricato che si accumula man mano che i nemici vengono abbattuti. Attraccare, dividere e riformare le tre navi è fondamentale per completare le fasi del gioco. Il giocatore può raccogliere gettoni per abilitare la formazione delle astronavi e attraversare cerchi colorati che forniscono bonus a seconda della nave che guida. Il giocatore può sparare all'indietro, di lato o causare esplosioni a 360 gradi, e deve evitare la collisione con blocchi, porte retrattili, muri immobili e spuntoni. Il gioco ha cinque livelli di difficoltà in modalità arcade.

## Sviluppo
Sol Cresta è stato diretto da Takanori Sato, con la musica di Yuzo Koshiro, mentre il capo designer di PlatinumGames Hideki Kamiya ha assunto il ruolo di direttore creativo e della storia.
Kamiya ha scritto in un post sul blog di PlayStation che PlatinumGames era diventato noto come "lo studio che crea giochi d'azione" ma che, come studio, avrebbero voluto realizzare giochi di generi diversi. Il desiderio di realizzare Sol Cresta è nato dall'amore di Kamiya per i giochi sparatutto arcade, e di altri titoli retrò simili con un gameplay semplicistico, a cui aveva giocato da bambino, amore che si riversa in molti degli altri lavori di Kamiya, come Bayonetta e l'originale Devil May Cry. Nel 2018 Kamiya ha rivelato al capo dello studio di PlatinumGames, Atsushi Inaba, quella che era la sua idea sul gioco e di come avrebbe voluto modernizzare e innovare gli influenti sparatutto del passato. Durante questi colloqui Kamiya ha espresso dubbi sul come realizzare un sequel del marchio di un'altra società sarebbe andato contro la missione di PlatinumGames di creare sempre titoli originali, al che Inaba ha sciolto le sue riserve mostrandosi molto interessato.
Nichibutsu aveva sviluppato i precedenti titoli del franchise, tra cui Moon Cresta e Terra Cresta, e i diritti sulla proprietà intellettuale di Terra Cresta erano di proprietà di Hamster Corporation. Per acquisire i diritti per lo sviluppo di Sol Cresta Kamiya e Inaba si sono messi in contatto con Satoshi Hamada, il presidente della Hamster Corporation, che ha immediatamente accettato di sostenere il progetto, dopodiché ha ricevuto l'approvazione interna affinché PlatinumGames potesse iniziare a lavorare sul nuovo progetto.
Yuzo Koshiro è stato scelto per comporre la musica di Sol Cresta, lavorando durante lo sviluppo insieme al sound designer Hiroshi Yamaguchi. In un post sul blog sul sito ufficiale di PlatinumGames ha scritto: "Qualche mese prima di ricevere l'offerta, per pura coincidenza e solo per divertimento, avevo copiato la musica Terra Cresta utilizzando la sorgente sonora FM del PC-88, quindi da un punto di vista tecnico ero già pronto per iniziare". A Koshiro è stato chiesto di modernizzare il suono dei giochi arcade originali, elevandoli al livello della propria gamma "Neo-Classic Arcade". Il compositore si è ispirato a Kenji Yoshida, il compositore dei chiptune dell'originale Terra Cresta.
Il gioco venne presentato come parte di un pesce d'aprile nell'aprile 2020, esattamente un anno dopo PlatinumGames ha poi confermato che il gioco fosse realmente in sviluppo. Il gameplay è stato mostrato sul canale YouTube ufficiale di PlatinumGames nell'agosto 2021 con una pubblicazione prevista per dicembre dello stesso anno, successivamente ritardata fino alla data di lancio del 22 febbraio 2022.
Il gioco è stato lanciato su Nintendo Switch, PlayStation 4 e Windows, ed è stato reso disponibile per l'acquisto in versione normale o in bundle con il DLC "Colpo di scena", intitolato Sol Cresta: Dramatic Edition. Il DLC include il vero finale del gioco.

## Accoglienza
Sol Cresta ha ricevuto recensioni generalmente favorevoli secondo l'aggregatore di recensioni Metacritic.
Destructoid ha dato al gioco un 8 su 10, elogiando il sistema di docking, la raffinatezza tecnica, lo stile visivo, il sound design e la colonna sonora, mentre ha criticato il prezzo elevato. Nintendo Life ha assegnato al titolo 7 stelle su 10, lodando la fantasiosa costruzione della formazione, la coordinazione delle tra astronavi, il sistema di shooting e la colonna sonora, ma ha riscontrato problemi con la mancanza di coesione e rifinitura. Nintendo World Report ha elogiato i livelli di difficoltà, gli obiettivi di gioco e la colonna sonora e ha criticato la ripetitività di alcuni boss e la mancanza di chiarezza visiva.